# スバル・バハ
バハ（BAJA）とは、富士重工業（現・SUBARU）が2003年から2006年まで生産したピックアップトラック（スポーツユーティリティトラック）である。
車名の「バハ」はバハ・カリフォルニア半島に由来するが、これは耐久レース界でいうル・マンのように、北米オフロード界の耐久レースの一大ブランドであり（→バハ1000）、バギーやオフローダーを連想させる地名である。

## 概要
2代目アウトバック（日本名：レガシィランカスター）をベースに、後部座席より後方を荷台に変更したものである。ピックアップトラックとしては小型であるが、後部座席と荷台の間にはトランクスルー機能も付いており、長尺物の積載も可能となっている。後部のアオリを倒してさらなる積載スペースを確保することも可能であり、その際にナンバープレートが見えるように、跳ね上げ可能なヒンジが取り付けられたステーを介して取り付けられている。
生産はアメリカ・インディアナ州にあるスバル・オブ・インディアナ・オートモーティブ（SIA）で行われ、北米市場のみで販売された。また、日本の自動車メーカーの車種としては初のスポーツユーティリティトラック（SUT）となった。
エンジンはEJ25型 2.5 L 水平対向4気筒SOHCを縦置きで搭載し、駆動方式はAWD。2004年からはDOHCターボエンジンを搭載したモデルが追加された。
2006年に生産終了。総生産台数は約3万台。